# Ovation Press
Ovation Press es un proyecto cuyo objetivo es crear un catálogo virtual de partituras de música clásica para instrumentos de cuerda que son de dominio público. Ovation Press complementa al proyecto similar llamado Proyecto Mutopía (aunque los dos no están relacionados), con la diferencia principal de que el Ovation Press se concentra en las partituras con un valor histórico y patrimonial que no han sido disponibles por muchos años. El Proyecto Mutopia por su lado reescribe las partituras que siguen disponibles vía otras ediciones. 
En el caso de los dos proyectos, las partituras se reescriben, y no se acepta la música escaneada, lo que produce la ventaja de generación de archivos MIDIs de alta calidad, pero también la desventaja de que los catálogos crecen lentamente.
Otra peculiaridad de Ovation Press consiste en que las partituras del catálogo son editadas por voluntarios y supervisadas por músicos de renombre internacional. Entre estos músicos se pueden nombrar:
- Violín - Andrés Cárdenes, Norman Carol, Martin Chalifour, Robert Chen, Victor Danchenko, Glenn Dicterow, Jorja Fleezanis, Ilya Kaler, Blair Milton, Gerardo Ribeiro, Ruggiero Ricci, Richard Roberts, Joseph Silverstein, Steven Staryk, Almita Vamos, Roland Vamos

- Viola - Steven Ansell, Atar Arad, Viacheslav Dinerchtein, Joseph de Pasquale, Cynthia Phelps, Yizhak Schotten, Geraldine Walther

- Violonchelo - Stephen Balderston, Carter Brey, Orlando Cole, Stephen Geber, David Geringas, David Hardy, Hans Jørgen Jensen, Joel Krosnick, Ronald Leonard, George Neikrug, Luigi Silva, Jeffrey Solow, Mihai Tetel

- Contrabajo - Edwin Barker, Jeff Bradetich, Paul Ellison, Lawrence Hurst

Este sitio web dejó de existir en 2009.

## Otros proyectos de partitura de dominio público
- Proyecto Biblioteca Internacional de Partituras Musicales
- Choral Public Domain Library
- Werner Icking Music Archive